# Ammophila horni
Ammophila horni es una especie de avispa del género Ammophila, familia Sphecidae.

## Taxonomía
Fue descrito por primera vez en 1927 por von Schulthess.